# الدورة المدرسية التاسعة عشر 2012
انطلقت في مدينة الكويت دورة الألعاب الرياضية العربية المدرسية التاسعة عشرة للفترة من 5 سبتمبر إلى 15 سبتمبر 2012  بمشاركة (1084) رياضيا ورياضية من (12) دولة عربية تنافسوا في (9) ألعاب ضمن (85) مسابقة رياضية، وقد شهدت الدورة اعتذار كل من مصرو اليمن وتونس وسوريا عن عدم المشاركة بسبب الأوضاع الداخلية لتلك الدول، كذلك غابت فلسطين عن الدورة بسبب مشاكل الحصول على تأشيرة الدخول (الفيزا).

## الدول المشاركة
| - الجزائر - المغرب - العراق - الأردن | - لبنان - الكويت - السعودية - السودان | - الإمارات - قطر - البحرين - ليبيا |

## الألعاب المشاركة وميدالياتها
| - العاب القوى (40) - السباحة(20) - كرة الطاولة(6) | - كرة القدم(1) - كرة الصالات «فوتسال» (2) - كرة السلة(2) | - الكرة الطائرة(2) - كرة اليد(2) - البولينغ(10) |

## توزيع الاوسمة
| ت  | البلد    | ذهبية | فضية | برونزية | المجموع |
| -- | -------- | ----- | ---- | ------- | ------- |
| 1  | الجزائر  | 23    | 28   | 18      | 69      |
| 2  | الكويت   | 20    | 11   | 16      | 47      |
| 3  | المغرب   | 11    | 18   | 15      | 44      |
| 4  | العراق   | 6     | 5    | 6       | 17      |
| 5  | السعودية | 5     | 3    | 7       | 15      |
| 6  | قطر      | 4     | 5    | 4       | 13      |
| 7  | الإمارات | 4     | 2    | 4       | 10      |
| 8  | البحرين  | 4     | 2    | 3       | 9       |
| 9  | الأردن   | 39    | 6    | 4       | 13      |
| 10 | ليبيا    | 3     | 2    | 4       | 9       |
| 11 | عمان     | 2     | 3    | 2       | 7       |
| 12 | السودان  | -     | -    | 3       | 3       |